# The Last Ninja
The Last Ninja er et computerspil udviklet af System 3 til Commodore 64'eren i 1987. Senere udkom den også til andre computere, bl.a. Amiga.
Spillet var noget af en revolution, da det kom i 1987. Der var aldrig tidligere set noget lignende, hvad grafik og lyd angik. Spillet udnyttede C-64'eren's kapacitet helt til grænsen, og var dengang det flotteste der var set til Commodore 64. I 1988 kom så opfølgeren Last Ninja 2 - Back with a Vengence, der overgik sin forgænger både på grafik- og lydsiden. Eller i hvert fald tangerede den lysmæssigt. Der kom også en Last Ninja 3 i 1991, men den blev aldrig den store succes, da Commodore 64'eren's popularitet på daværende tidspunkt var kraftigt på retur, og den var ved at blive afløst af Commodore Amiga'en.
Gameplayet er lidt en blanding af action og adventure, hvor man som ninjaen Amakuni skal gennem forskellige baner for at stå ansigt til ansigt med den onde shogun Kunitoki. Banerne varierer meget grafikmæssigt, og hver bane har sit eget lydspor, samtidig er der musik på loadingtiden mellem banerne. I 2'eren er handlingen flyttet fra det gamle Japan til 1980'ernes New York, hvor Kunitoki's ånd er sat fri og skal indfanges igen.
Musikken til spillene er udkommet på CD, hvor numrene er overført fra en ægte Commodore 64, så der er således tale om eksakte gengivelser og ikke samples. CD'erne sælges dog ikke i butikker i Danmark.
| computerspil | Spire Denne computerspilsrelaterede artikel er en spire som bør udbygges. Du er velkommen til at hjælpe Wikipedia ved at udvide den. |